# Notoreas mechanitis
Notoreas mechanitis là một loài bướm đêm trong họ Geometridae.